# Flemming Quist Møller
Pour les articles homonymes, voir Quist.
Flemming Quist Møller (né le 19 mai 1942 et mort le 31 janvier 2022) est un réalisateur, scénariste, acteur et écrivain danois, spécialisé dans les films d'animation et les livres de jeunesse.

## Carrière

### Débuts
Møller fait son entrée dans le monde du cinéma en 1964 lorsqu'il réalise, scénarise et produit le film Concerto Erotico. Il va se diriger très vite vers le cinéma d'animation en signant de petits téléfilms.

### Découverte internationale
C'est en 1993 que Møller commence vraiment à se faire connaître en dehors des frontières de son pays. En effet, cette année-là, il réalise, scénarise et prête sa voix à un personnage du film Jungle Jack, première réalisation de la nouvelle société de production danoise A. Film. Ce héros, qu'il a créé, va être un succès et va devenir l'apothéose de la carrière de Møller. Deux ans plus tard, une suite sort et en plus de ces trois fonctions qu'il conserve, il écrit les chansons. Le personnage de Jack va même devenir une série télévisée qui ne durera qu'une saison et qui servira de transition pour un troisième volet à la série de films.

## Filmographie sélective
- 1968 : Concerto Erotico  : réalisateur / scénariste / producteur
- 1971 : Bennys badekar, coréalisé avec Jannik Hastrup : réalisateur / scénariste
- 1988 : L'Ombre d'Emma  : scénariste
- 1993 : Jungle Jack  : réalisateur / scénariste / doubleur
- 1996 : Jungle Jack 2 : La Star de la Jungle  :  réalisateur / scénariste / doubleur / paroles des chansons
- 2007 : Les Deux Moustiques  : réalisateur / scénariste
- 2007 : Jungle Jack 3  : réalisateur / scénariste / doubleur
- 2014 : Mini et les Voleurs de miel  : réalisateur / scénariste